# Rebord méridional du Massif des Bauges
Rebord méridional du Massif des Bauges este o arie protejată (sit de importanță comunitară — SCI) din Franța întinsă pe o suprafață de 1.169,9 ha, integral pe uscat.

## Localizare
Centrul sitului Rebord méridional du Massif des Bauges este situat la coordonatele 45°31′29″N 6°01′27″E / 45.52472°N 6.02417°E.

## Înființare
Situl Rebord méridional du Massif des Bauges a fost declarat arie specială de conservare în baza directivei 92/43 din 1992 referitoare la conservarea habitatelor naturale și a faunei și florei sălbatice pentru a proteja un număr necunoscut de specii din flora spontană și fauna sălbatică aflate în arealul zonei.

## Biodiversitate
Situată în ecoregiunea alpină, aria protejată conține 8 habitate naturale: Pajiști uscate seminaturale și facies de acoperire cu tufișuri pe substraturi calcaroase (Festuco-Brometalia) (* situri importante pentru orhidee), Lespezi calcaroase, Păduri pe pante, grohotișuri și ravene de Tilio-Acerion, Păduri de fag din Europa Centrală dezvoltate pe sol calcaros cu Cephalanthero-Fagion, Formațiuni stabile xerotermofile de Buxus sempervirens pe pante stâncoase (Berberidion p.p.), Pante stâncoase calcaroase cu vegetație casmofită, Grohotișuri termofile și vest-mediteraneene, Pajiști carstice calcaroase sau bazofile, de Alysso-Sedion albi.
La baza desemnării sitului se află un număr nedeclarat de specii protejate.